# Świstowa Szczelina
Świstowa Szczelina (Szczelina Miętusia) – jaskinia w Dolinie Miętusiej w Tatrach Zachodnich. Wejście do niej znajduje się w północno-zachodnim fragmencie stoków Dziurawego, blisko wylotu Małej Świstówki, w pobliżu Piwnicy Miętusiej, na wysokości 1397 m n.p.m. Długość jaskini wynosi 7 metrów, a jej deniwelacja 3 metry.

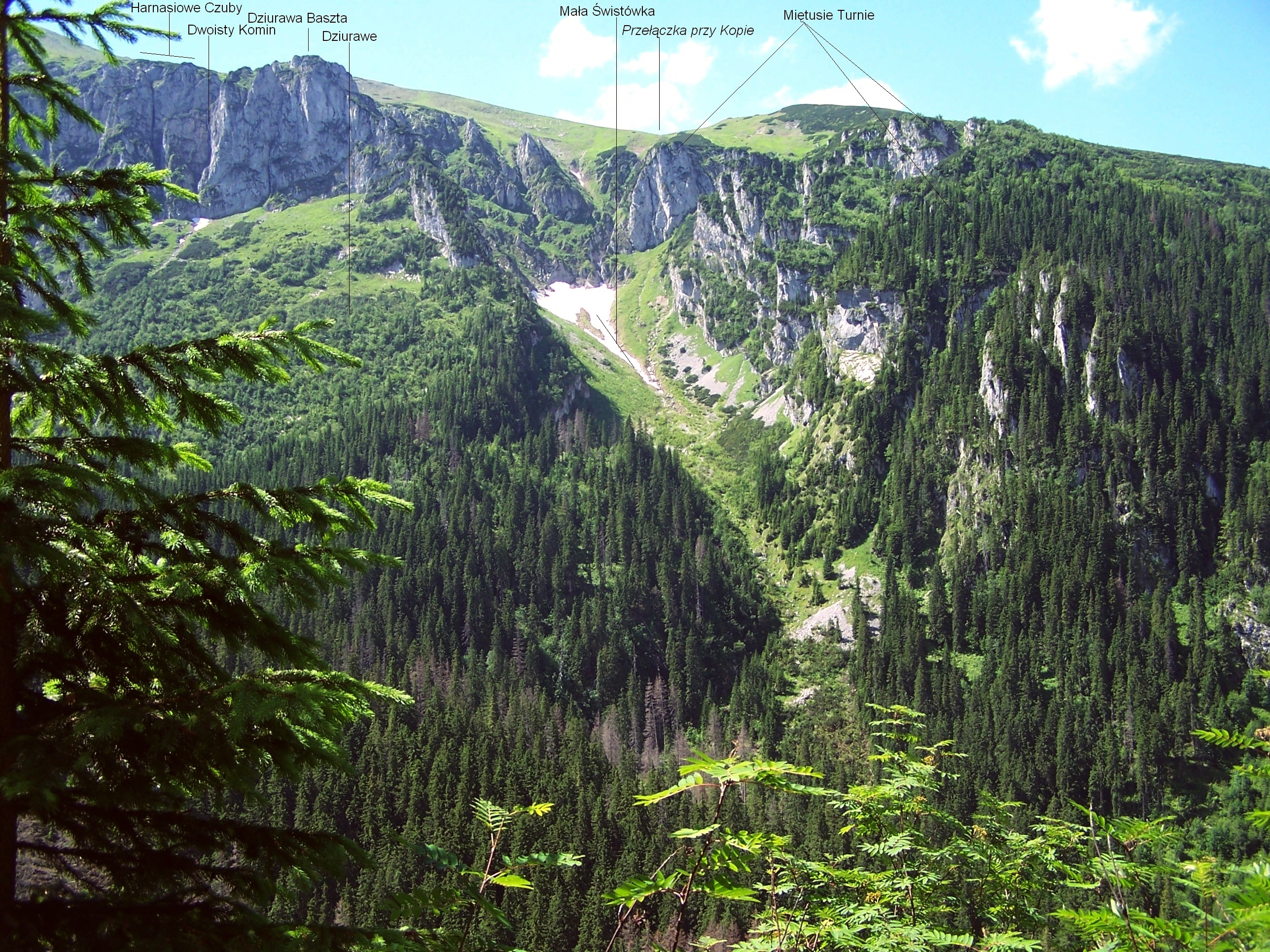
Na lewo Dziurawe

## Opis jaskini
Jaskinię stanowi prosty, szczelinowy, idący do góry korytarz z niewielkimi prożkami. Zaczyna się w małym otworze wejściowym, a kończy ślepo po 7 metrach.

## Przyroda
W jaskini brak jest nacieków. Ściany są wilgotne, rosną na nich porosty, glony, mchy i wątrobowce.

## Historia odkryć
Prawdopodobnie jaskinię odkrył Stefan Zwoliński w 1930 roku. Jednak pierwszą wzmiankę o niej opublikował Z. Wójcik w 1966 roku.